# 恩卡 (北卡羅萊納州)
恩卡（英語：Enka）是位於美國北卡羅萊納州班康縣的非建制地區。

## 歷史
恩卡的郵局自1929年營運至今。

## 地理
恩卡所處的海拔為高於海平面642米（即2106英呎），而該地所採用的時區為UTC-5，即北美东部时区（EST）。同時該地設有夏令時間，為UTC-5調快一小時，即UTC-4（EDT）。